# Тамборес
Тамборес (исп. Tambores) — город в западной части Уругвая, расположенный частично в департаменте Пайсанду и частично в департаменте Такуарембо.

## География
Расположен на возвышенности Кучилья-де-Аэдо, на дороге, формирующей границу департаментов, в 8 км к югу от её пересечения с дорогой № 26. Абсолютная высота — 236 метров над уровнем моря.

## История
Статус города получил 19 октября 1963 года.

## Население
Население по данным на 2011 год составляет 1561 человек, из них 1111 из Пайсанду, а остальные 450 из Такуарембо.
| Год  | Население |
| ---- | --------- |
| 1963 | 1508      |
| 1975 | 1532      |
| 1985 | 1410      |
| 1996 | 1479      |
| 2004 | 1720      |
| 2011 | 1561      |

Источник: Instituto Nacional de Estadística de Uruguay